# Ulrich Weiler
Ulrich „Uli“ Weiler (* 28. Dezember 1943 in Duisburg) ist ein ehemaliger deutscher Handballspieler und Handballtrainer.

## Karriere
Ulrich Weiler spielte Handball beim RSV Mülheim, für den er als Kreisläufer in der Bundesliga eingesetzt wurde. Nach seiner aktiven Laufbahn übernahm er 1978 das Traineramt von LTV Wuppertal, der unter seiner Leitung in die Regionalliga aufstieg. Den LTV Wuppertal trainierte er bis zum Jahre 1982.
Weiler betreute die Bundeswehrauswahlmannschaft, die 1982 in Paris die Militärweltmeisterschaft gewann. Er war Nationaltrainer der Juniorinnen und zeitweise Co-Trainer unter Damen-Bundestrainer Ekke Hoffmann. Von 1983 bis 1988 trainierte Weiler die katarische Nationalmannschaft. Daraufhin trainierte er ab Juni 1988 als Hoffmanns Nachfolger zwei Jahre lang die deutsche Frauen-Nationalmannschaft, die unter seiner Leitung bei der Weltmeisterschaft 1990 den vierten Platz belegte. Weiterhin trainierte er die Männermannschaft von TuRU Düsseldorf, die 1991 unter seiner Leitung in die Bundesliga aufstieg.
Weiler übernahm im Sommer 1992 das Traineramt der Frauenmannschaft von TuS Walle Bremen, die in der Bundesliga antrat. Zwischen 1994 und 1998 war er beim DHB als Jugendkoordinator tätig. Weiterhin trainierte Weiler die ägyptische Nationalmannschaft. Kurz nachdem Ägypten den sechsten Platz bei der Weltmeisterschaft 1995 belegt hatte, beendete er seine Trainertätigkeit als ägyptischer Nationaltrainer.
Weiler trainierte bis zum Oktober 2000 den Regionalligisten TV Oppum. Ab dem Jahre 2000 war er im Jugendbereich vom Neusser HV tätig. Später trainierte er bis zum Saisonende 2006/07 die Frauenmannschaft vom TuS Treudeutsch 07 Lank. In der darauffolgenden Spielzeit war er für den Frauen-Oberligisten TV Aldekerk verantwortlich. Anschließend trainierte er zwei Jahre lang die Männermannschaft von TV Issum. Ab April 2010 bis kurz vor dem Saisonbeginn 2011/12 leitete er die Geschicke beim VfL Rheinhausen. Daraufhin übte Weiler beim Frauen-Verbandsligisten SSV Gartenstadt die Trainertätigkeit aus.